# Masakra w Odessie

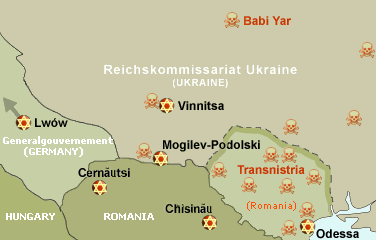
Mapa miejsc Holocaustu na Ukrainie. Getto odeskie oznaczoną jednym z symboli Gwiazdy Dawida. Masakry w Zadniestrzu zaznaczono znakami czerwonej trupiej czaszki.

Masakra w Odessie – masowe mordy żydowskich mieszkańców Odessy i okolicznych miejscowości w pasie Naddniestrza, dokonane jesienią 1941 i zimą 1942 podczas okupacji tych ziem przez sprzymierzoną z III Rzeszą Rumunię. 
W zależności od kontekstu termin może odnosić się albo w sposób zawężony do masakry w dniach 22–24 października 1941, w której trakcie zastrzelono lub spalono pomiędzy 25 a 34 tys. Żydów, albo w szerszym sensie do masowego mordu ponad 100 tysięcy ukraińskich Żydów, którzy w czasie okupacji rumuńskiej i niemieckiej mieszkali na terenach pomiędzy Bohem a Dniestrem.

## Wprowadzenie
Przed II wojną światową w Odessie żyła znaczna społeczność żydowska, licząca około 180 tysięcy mieszkańców (ok. 30% ogółu ludności). 16 października, po dwóch miesiącach oblężenia, oddziały niemieckie i rumuńskie zajęły miasto. W chwili przejęcia Odessy przez oddziały rumuńskie pozostało w niej pomiędzy 80 a 90 tysięcy Żydów, zaś reszta zdołała uciec lub została ewakuowana w głąb ZSRR. 
22 października sowiecka bomba z opóźnionym zapłonem eksplodowała w rumuńskiej kwaterze głównej, zabijając 67 osób, w tym dowódcę, gen. Ioana Glogojeanu, 16 innych rumuńskich oficerów i czterech oficerów niemieckiej marynarki.

## Masakry 22–24 października 1941
Tego samego wieczoru, obwiniwszy zbiorowo Żydów oraz komunistów o podłożenie bomby, wojska rumuńskie rozpoczęły działania „odwetowe”. Do południa następnego dnia (23 października), zamordowano 5 tysięcy osób cywilnych (głównie Żydów). Następnie tysiące Żydów spędzono do portowych magazynów prochu i rozstrzelano, zaś magazyny podpalono. Niektórzy uwięzieni zostali spaleni żywcem. 
Po południu 16–20 tysięcy osób wyprowadzono z miasta w długiej kolumnie w kierunku wioski Dalnyk. Po dotarciu do miejscowości część została spętana w grupach po 40–50 osób, które następnie spychano do rowów przeciwczołgowych i rozstrzeliwano. Gdy sprawcy zaniepokoili się, że proceder się przeciąga, spędzili pozostałych Żydów do czterech magazynów, w których wykonano prześwity dla karabinów maszynowych. Po zatrzaśnięciu drzwi, żołnierze rozpoczęli ostrzał budynków. Dla upewnienia się, że wszyscy zamknięci w magazynach nie żyją, o godz. 17 następnego dnia podpalono trzy budynki, w których zamknięte były głównie kobiety i dzieci. Do uciekających przez okna lub dziury w dachach strzelano, lub rzucano granatami. 25 października czwarty budynek, w którym przebywali mężczyźni, został ostrzelany pociskami artyleryjskimi. Po wojnie, we wspomnianych rowach przeciwczołgowych odkryto szczątki w sumie 28 tysięcy osób. Rozkazy dokonania tych zbrodni wydali podpułkownicy Nicolae Deleanu i C.D. Nicolescu. W masakrze uczestniczyli również żołnierze niemieccy. 
Około 35–40 tysięcy pozostałych żydowskich mieszkańców Odessy przesiedlono przymusowo do gett utworzonych w dzielnicy Słobodka oraz na przedmieściu Dalnyk, w których większość zabudowań została uprzednio zniszczona w czasie oblężenia miasta. Pomiędzy 25 października a 3 listopada więźniowie zostali pozostawieni samym sobie. Część z nich zamarzła na śmierć.

## Dalsze masakry Żydów
Na początku listopada rozpoczęły się deportacje do trzech obozów koncentracyjnych: Bogdanowki, Domaniewki i Achmeczetki, usytuowanych w Hołcie (dzielnica Pierwomajska). W obozach tych uwięziono również Żydów z innych części Naddniestrza. Uprowadzeni musieli drogę tę przechodzić pieszo i część z nich zginęła na trasie. 
W dniach 21–23 i 27–29 grudnia w obozie koncentracyjnym w Bogdanowce zamordowano 43–48 tysięcy więzionych tam Żydów. Masakrę rozpoczęto od podpalenia baraków z uwięzionymi 4–5 tysiącami chorych i inwalidów. Pozostali więźniowie byli zapędzani do lasu w grupach po 300–400 osób, odzierani z ubrań, grabieni z resztek mienia i mordowani. Zbrodnia została dokonana na rozkaz prefekta dzielnicy, Modesta Isopescu. Bezpośrednimi sprawcami były niemieckie oddziały Einsatzgruppen, rumuńscy żołnierze oraz ukraińscy policjanci. 
Na rozkaz władz rumuńskich 10 stycznia 1942 założono getto w Słobodce. Warunki egzystencji uwięzionych Żydów były ekstremalne. Wielu nocowało pod gołym niebem, co przy zimnie prowadziło do wysokiej śmiertelności na skutek hipotermii. Dla wielu getto było jedynie przystankiem: pomiędzy 14 stycznia a 20 lutego 19,5 tysiąca Żydów deportowano do obozów w Rejonie berezowskim. Przewożono ich najpierw w bydlęcych wagonach do Berezówki, a następnie zmuszano do przejścia pieszo ku obozom docelowym, m.in. do Bogdanowki, Domaniewki i Achmeczetki, gdzie często umieszczano ich w na pół zniszczonych domach (w tym - bez dachu). Część osób umierała po drodze lub na miejscu z głodu i wychłodzenia albo była rozstrzeliwana. Więźniowie wykonujący pracę przymusową mieli zwykle większe szanse na przeżycie. 
Większość z tych Żydów, których nie deportowano, została zamordowana przez Niemców, zagłodzona albo umarła z powodu hipotermii i szerzących się chorób.

## Rozbieżności w ujęciach
Choć prawdziwość opisanych wydarzeń jest potwierdzona przez historyków, świadectwa mogą się znacznie różnić w liczbach ofiar. Częściowym powodem są różnice w definiowaniu zakresu obejmującego pojęcie masakry w Odessie, w szczególności wobec innych aktów ludobójstwa w Naddniestrzu, dokonanego przez siły rumuńskie, niemieckie i ich sprzymierzeńców, w tym lokalne władze ukraińskie.
Według oficjalnego raportu na temat rumuńskiego współudziału w Holocauście, pomiędzy 18 października 1941 a połową marca 1942 rumuńskie wojsko z pomocą władz lokalnych zamordowało w Odessie do 25 tysięcy Żydów. Ponadto deportowało stamtąd ponad 35 tysięcy, których większość pozbawiono później życia. Raport wyszczególnia również 50 tysięcy Żydów zamordowanych w Bogdanowce oraz kilkadziesiąt tysięcy w Hołcie i okolicznych terenach. Według Jewish Virtual Library, pomiędzy 22 a 25 października zamordowano 34 tysięcy Żydów, zaś według Jad Waszem w Odessie „spośród pierwotnej liczby 201 000 Żydów, 99 000 żydowskich mieszkańców miasta zginęło”. Według innych źródeł liczba pomordowanych w Naddniestrzu wyniosła 115 tysięcy Żydów i 15 tysięcy Romów.